# 納哈薩
納哈薩是古巴的城市，属卡馬圭省，面積921平方公里，海拔高度約100米，2004年人口16,470，人口密度為每平方公里17.9人。

## 人口
2012年，納哈薩的人口為16,470人。土地總面積是885.32km2，人口密度是17.6 / km2。